# Джак Паркинсън
Джон Паркинсън (Септември 1883 – 13 септември 1942) е английски футболист, който е играл за Ливърпул като нападател.

## Клубна кариера
Роден е в Бутъл, той започва своята кариера на Анфийлд и пробива до първия тим през 1903. Прави своя дебют на 3 октомври срещу Смал Хийт.
Той чупи своята китка срещу Уулуич Арсенал в шампионската кампания на Ливърпул през сезон 1905-06. През този сезон той изиграва 9 мача, в които вкарва 7 гола, но не взима медал, защото няма нужната бройка мачове. През сезон 1909-10 той става голмайстор на лигата.
Сезон 1913-14 е последният му сезон с фланелката на Ливърпул. Той изиграва само 6 мача, последният му мач е загуба с 2-1 от Болтън. Паркинсън отива в Бъри и се отказва от футбола по време на Първата световна война.

## Национална кариера
Има само два мача за Англия, първият е срещу Уелс.

## Успехи
- Втора английска дивизия: 1904-05